# Giacomo Micaglia

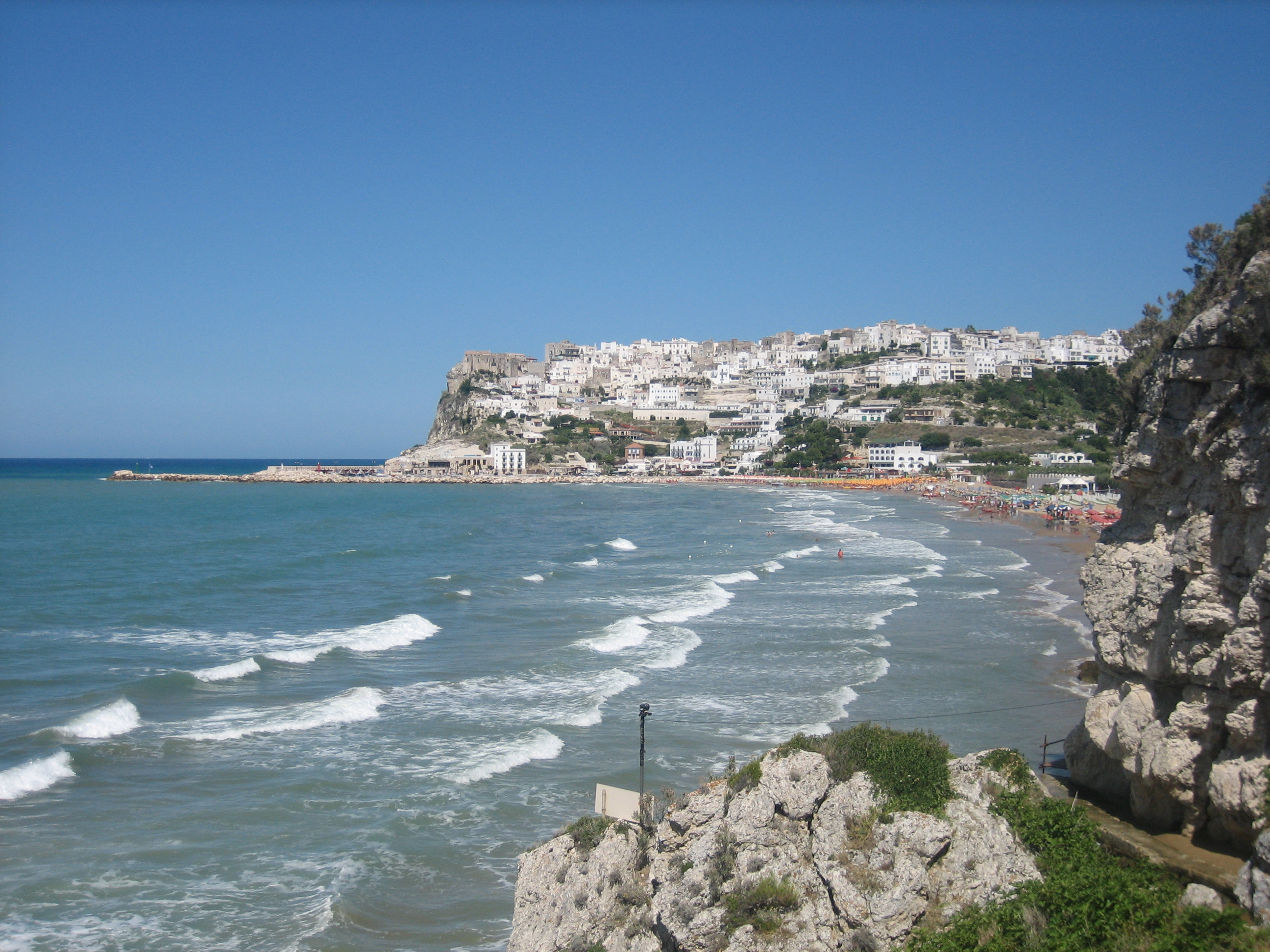
Vue de Peschici dans la province italienne de Foggia, la ville natale de Giacomo Micaglia

Giacomo Micaglia, (en croate : Jakov Mikalja, en latin : Jacobus Micalia ; Peschici, 31 mars 1601 - Loreto, 1er décembre 1654) était un prêtre jésuite italien, humaniste, linguiste et lexicographe de la langue croate, originaire du Peschici, dans la région italienne des Pouilles (alors royaume de Naples).

## Biographie
Giacomo Micaglia est né à Peschici, un village situé dans la péninsule de Gargano, le 31 mars 1600. La ville de Peschici était une ville carrefour permettant échanges entre la Venise et les villes côtières dalmates, comme en témoignent les documents historiques,,.
Après avoir terminé ses études en philosophie, en 1628, Micaglia entra dans la Compagnie de Jésus.
Grâce à sa bonne connaissance de la langue illyrienne, en 1630, il est envoyé par son ordre en mission sur les terres de la république de Raguse.
Giacomo Micaglia commence par enseigner le Latin pendant quatre ans (1630-1633) au Collège des Jésuites de Ragusa, sous la supervision d'un autre jésuite, Bartolomeo Cassio, célèbre linguiste et premier traducteur de la Bible dans la langue illyrienne.
De 1637 à 1645, il est envoyé missionnaire à Timișoara, dans le Banat. 

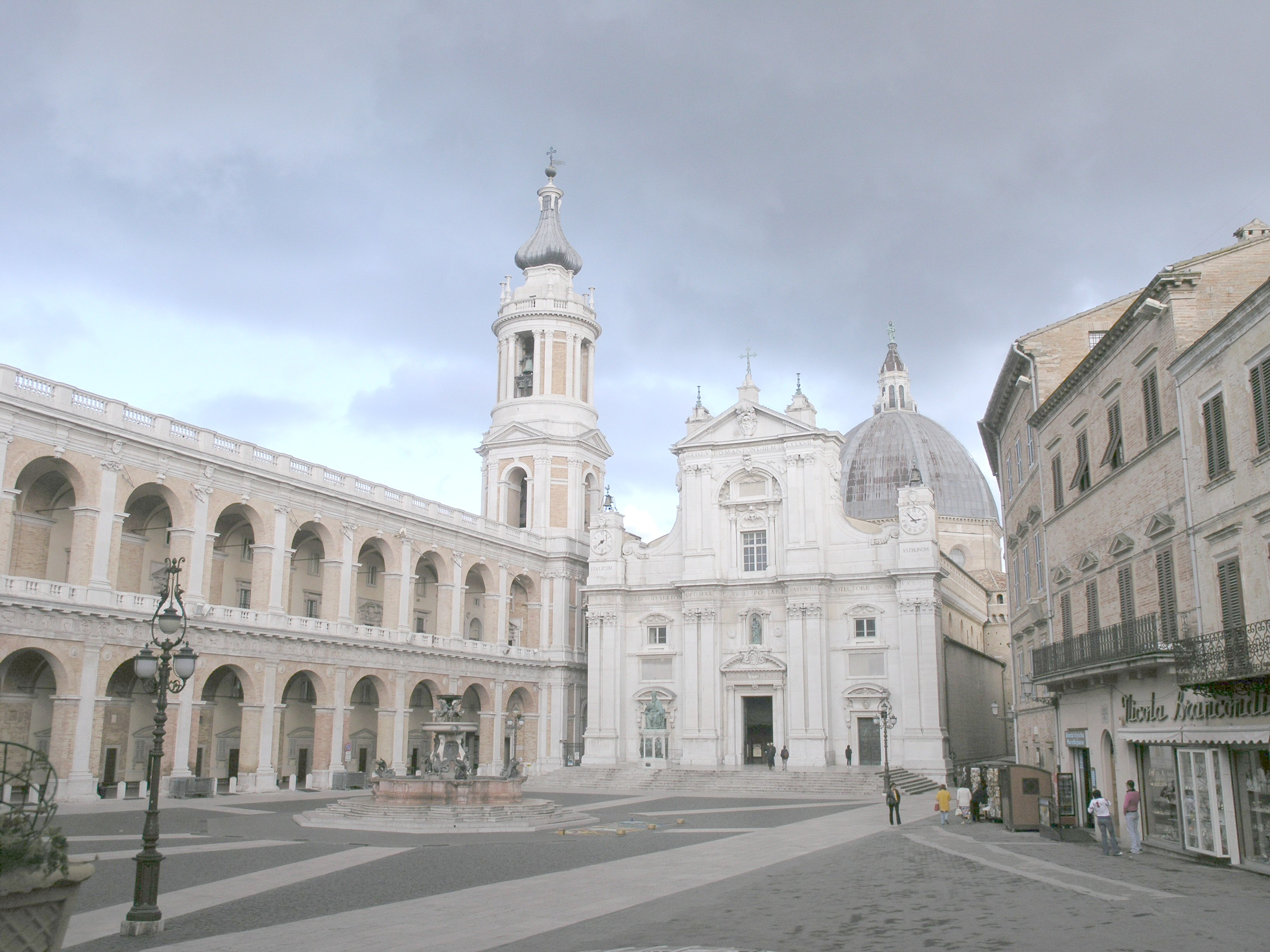
La basilique de Lorette, où Micaglia a passé ses dernières années.

En 1645, après avoir vécu pendant un certain temps en Slovaquie , Micaglia retourna en Italie et s'installe à Loreto, où il était confesseur à la basilique de Sainte Maison de Lorette.

## Œuvre
La contribution à la science la plus reconnue de Micaglia est son Thesaurus de Langue illyrien ou encore appelé le Dictionnaire croate (Traduction du croate vers l'italien et le latin). Son oeuvre est d'abord imprimée à Loreto en 1649, mais pour une meilleure qualité d'impression c'est à Ancône en 1651 que l'impression définitive est réalisée. Le dictionnaire est pensé par les Jésuites, aussi comme un instrument au service de la contre-réforme dans les Balkans.